# Amlash
Amlash este un oraș din Iran.